# Otradnoïe (ville)
Pour les articles homonymes, voir Otradnoïe.
Otradnoïe (en russe : Отрадное, finnois : Pella) est une ville de l'oblast de Léningrad, en Russie, dans le raïon de Kirovsk. Sa population s'élevait à 24 994 habitants en 2013.

## Géographie
Otradnoïe est située sur la rive gauche de la Neva, à son point de confluence avec la Tosna. Otradnoïe se trouve à 33 km à l'est du centre de Saint-Pétersbourg, mais à seulement 3 km des limites de la ville.

## Histoire
Un village du nom d'Ivanovskaïa (Ива́новская), situé au point de confluence de la Neva et de la Tosna est mentionné pour la première fois dans des chroniques de 1708. En 1784, les terres furent acquises par l'impératrice Catherine II et une résidence connue sous le nom de palais de Pella (en) y fut bâtie. Le domaine a en grande partie été détruit sur ordre de l'empereur Paul. Otradnoïe accéda au statut de ville en 1970.

## Population
Recensements (*) ou estimations de la population
| 1959* | 1970*  | 1979*  | 1989*  |
| ----- | ------ | ------ | ------ |
| 6 426 | 18 603 | 20 046 | 22 400 |

| 2002*  | 2010*  | 2012   | 2013   |
| ------ | ------ | ------ | ------ |
| 21 570 | 23 866 | 24 504 | 24 994 |

| 2015   | 2017   | 2019   | 2021   |
| ------ | ------ | ------ | ------ |
| 25 481 | 25 344 | 25 623 | 26 030 |

## Transports
Otradnoïe est desservie par la ligne de chemin de fer de Saint-Pétersbourg (gare de Moscou) à Volkhov.